# Alcest
Alcest – projekt muzyczny powstały w 2000 roku w Bagnols-sur-Cèze, we Francji. Na początku w zespole było trzech członków: Neige, Aegnor i Argoth. Razem wydali pierwszą płytę demo, która była utrzymana w stylistyce blackmetalowej. Niedługo po tym z zespołu odeszli Aegnor i Argoth, zostawiając Neige'a jako jedynego członka. Od tego momentu muzyka Alcest zmieniała się coraz bardziej, zbliżając się w stronę shoegaze.

## Historia zespołu
Alcest został założony jako projekt solowy Neige'a w 2000 roku. Niedługo później do zespołu dołączyli Aegnor i Argoth, tworząc trzyosobowy zespół blackmetalowy. W 2001 roku zespół wydał za pomocą wytwórni Drakkar Productions pierwszą i jedyną w tym składzie płytę demo zatytułowaną Tristesse Hivernale. Niedługo po tym, Alcest został znowu jednoosobowym projektem Neige'a, zmieniając kierunek muzyczny w stronę muzyki bardziej osobistej. W 2005 roku Neige wydał swoje pierwsze EP zatytułowane Le Secret. Płyta zebrała pozytywne opinie recenzentów, którym spodobało się nowe podejście Alcestu do muzyki blackmetalowej, czyli stworzenie nostalgicznej i bardzo przyjemnej atmosfery, co było niecodzienne dla tego nurtu. W marcu 2007 Alcest podpisał kontrakt z Prophecy Productions i wydał swoją debiutancką płytę Souvenirs d'un autre monde w sierpniu tego samego roku. W 2010 ukazał się drugi LP zespołu – Écailles de Lune. Został on przyjęty bardzo pozytywnie przez krytyków. W 2011 zespół postanowił na nowo nagrać utwory z Le Secret – wydawnictwo ukazało się w tym samym roku. Zespół wydał także swój pierwszy teledysk do utworu „Autre Temps” z nadchodzącego albumu. Na początku 2012 roku ukazało się LP Les Voyages De L'Âme. Z kolei styczeń 2014 roku przyniósł kolejny album – Shelter – na którym Neige odszedł ostatecznie od wpływów black metalu, zwracając się całkowicie ku stylistyce shoegaze/dream pop. Muzyka Neige'a porównywana jest do twórczości takich zespołów jak My Bloody Valentine i Jesu.

## Dyskografia
| Rok  | Tytuł                           | Wydawca              |
| 2001 | Tristesse Hivernale – demo      | Drakkar Productions  |
| 2005 | Le Secret – EP                  | Drakkar Productions  |
| 2007 | Souvenirs d'un autre monde – LP | Prophecy Productions |
| 2010 | Écailles de Lune – LP           | Prophecy Productions |
| 2011 | Le Secret – EP (nowa wersja)    | Prophecy Productions |
| 2012 | Les Voyages De L'Âme – LP       | Prophecy Productions |
| 2014 | Shelter – LP                    | Prophecy Productions |
| 2016 | Kodama – LP                     | Prophecy Productions |
| 2019 | Spiritual Instinct - LP         | Nuclear Blast        |

## Teledyski
- 2011 – Autre Temps
- 2014 – Opale
- 2019 - Protection[1]
- 2019 - Sapphire[2]